# Casas Novas (Sintra)
Casas Novas é uma localidade pertencente à freguesia de Colares, Sintra. Encontra-se a sul de Colares, a oeste do Penedo, a norte de Pé da Serra e a leste de Almoçageme. Foi nesta localidade que o artista plástico Carlos Vizeu instalou o seu ateliê, em 1950.